# Shuukatsu Sensation / Waratte / Hana Moyou
Shuukatsu Sensation / Waratte / Hana Moyou (就活センセーション／笑って／ハナモヨウ Sensación de Búsqueda de Trabajo / Sonríe / Patrón Floral?) es el segundo single de Tsubaki Factory. Fue lanzado el 26 de julio de 2017 en 7 ediciones: 3 regulares y 4 limitadas. La primera edición de las ediciones regulares incluyó una tarjeta coleccionable aleatoria de 10 tipos según la versión (30 en total). Las ediciones limitadas incluían una tarjeta con el número de serie de la lotería de eventos.

## Lista de Canciones

### CD
1. Shuukatsu Sensation
2. Waratte
3. Hana Moyou
4. Shuukatsu Sensation (Instrumental)
5. Waratte (Instrumental)
6. Hana Moyou (Instrumental)

### Edición Limitada A DVD
1. Shuukatsu Sensation (MV)

### Edición Limitada B DVD
1. Waratte (MV)

### Edición Limitada C DVD
1. Hana Moyou (MV)

### Edición Limitada SP DVD
1. Shuukatsu Sensation (Dance Shot Ver.)
2. Waratte (Dance Shot Ver.)
3. Hana Moyou (Dance Shot Ver.)

### Event V
1. Shuukatsu Sensation (Close-up Ver.)
2. Waratte (Close-up Ver.)
3. Hana Moyou (Close-up Ver.

## Miembros Presentes
- Riko Yamagishi
- Risa Ogata
- Kisora Niinuma
- Ami Tanimoto
- Yumeno Kishimoto
- Kiki Asakura
- Mizuho Ono
- Saori Onoda
- Mao Akiyama

## Posiciones de Oricon

#### Puestos Diario, y semanal
| Lun | Mar | Mie | Jue | Vie | Sab | Dom | Puesto Semanal      | Ventas              |
| --- | --- | --- | --- | --- | --- | --- | ------------------- | ------------------- |
| -   | 5   | 8   | 12  | 8   | -   | 4   | 5                   | 34,744              |
| 25  | -   | -   | 27  | -   | -   | -   | 55                  | 1,040               |
| -   | -   | -   | -   | -   | -   | -   | 148                 | 270                 |
| -   | -   | -   | -   | -   | -   | -   | -                   | -                   |
| -   | -   | -   | -   | -   | -   | -   | 103                 | 580                 |
| -   | -   | -   | -   | -   | -   | -   | 120                 | 412                 |
| -   | -   | -   | 12  | -   | -   | -   | -                   | -                   |
| -   | -   | -   | -   | -   | -   | -   | 81                  | 442                 |
| -   | -   | -   | -   | -   | -   | -   | 116                 | 341                 |
| -   | -   | -   | -   | -   | -   | -   | 124                 | 302                 |
| -   | -   | -   | -   | -   | -   | -   | Fuera por 4 semanas | Fuera por 4 semanas |
| -   | -   | -   | -   | -   | -   | 27  | 112                 | 391                 |

#### Puesto Mensual
| Año  | Mes   | Puesto Mensual | Ventas |
| ---- | ----- | -------------- | ------ |
| 2017 | Julio | 17             | 35,784 |

#### Puesto Anual
| Año  | Puesto Anual | Ventas |
| ---- | ------------ | ------ |
| 2017 | 145          | 38,522 |

Total de ventas reportadas: 38,522*